# Heteropolygonatum ogisui
Heteropolygonatum ogisui är en sparrisväxtart som beskrevs av Minoru N. Tamura och Jie Mei Xu. Heteropolygonatum ogisui ingår i släktet Heteropolygonatum och familjen sparrisväxter. Inga underarter finns listade i Catalogue of Life.